# دویره
دویره، روستایی است از توابع بخش چغادک در شهرستان بوشهر استان بوشهر ایران.

## جمعیت
این روستا مرکز دهستان دویره می‌باشد و بر اساس سرشماری سال ۱۳۹۵ جمعیت آن ۴۰۹۶ نفر می‌باشد. بر همین اساس در سال ۱۳۸۵ جمعیت آن ۳۵۴۹ نفر (۷۹۱خانوار) بوده‌است.